# Epureni
Epureni est une commune de Roumanie située dans le județ de Vaslui. La commune est composée de quatre villages :  Bârlălești, Bursuci, Epureni et Horga. 
La population de la commune s'élèvait à 3 258 habitants au recensement de 2007.
Le sculpteur et peintre Mircea Spătaru y est né le 27 juillet 1937. 